# 白根インターチェンジ
白根インターチェンジ（しらねインターチェンジ）は、山梨県南アルプス市在家塚にある中部横断自動車道および新山梨環状道路のインターチェンジ。

## 歴史
- 2002年（平成14年）3月30日：白根IC - 双葉JCT間開通に伴い、供用開始[1]。
- 2004年（平成16年）3月20日：南アルプスIC - 白根IC間開通[1]。
- 2018年（平成30年）3月24日：国土交通省の社会実験事業として、高速道路一時退出実験の試行開始[2]（ETC2.0搭載車に限定して、当ICで流出し、隣接する道の駅しらねに立ち寄り後、1時間以内に当ICから再流入して順方向に利用の場合、目的地まで高速道路を降りずに利用した場合と同じ料金に調整される。）。
- 2020年（令和2年）3月27日：高速道路一時退出実験の退出可能時間がそれまでの1時間以内から3時間以内に引き上げられる[3]。
- 2022年（令和4年）7月1日 : 高速道路一時退出実験の退出可能時間がそれまでの3時間以内から2時間以内に変更[4]。

## 周辺
- 道の駅しらね
- 南アルプスビッグステージ

## 接続する道路
- 直接接続
  - 山梨県道39号今諏訪北村線
- 間接接続
  - 国道52号（甲西道路）

## 料金所
- ブース数：4

### 入口
- ブース数：2
  - ETC・一般：1
  - （使用停止）：1

### 出口
- ブース数：2
  - ETC専用：1(基本は閉鎖中)
  - ETC・一般：1

## 隣
E52 中部横断自動車道
(6) 南アルプスIC - (7) 白根IC - (15-2) 双葉JCT